# Marungubergen
Marungubergen (franska: monts Marungu) är en bergskedja i Kongo-Kinshasa. Den ligger i den sydöstra delen av landet, 1 700 km öster om huvudstaden Kinshasa.